# Kentland-Krater
Der Kentland-Krater ist ein Impaktkrater, der im US-amerikanischen Bundesstaat Indiana vor mehr als 97 Millionen Jahren durch einen Meteoriten verursacht wurde.

## Lage

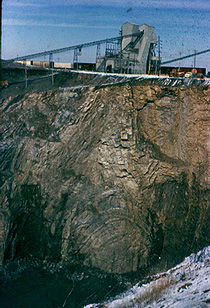
Steinbruch über der Kentland-Struktur. Deutlich erkennbar die schwer gestörten Kalklagen.

Der Kentland-Krater, im Englischen auch als Kentland structure oder Kentland disturbed area bezeichnet, liegt am Highway 24 in Richtung Goodland, 4 Kilometer östlich der Stadt Kentland in Indiana, Vereinigte Staaten. Die Kraterstruktur überdeckt den Südwesten des Newton County und den Nordwesten des Benton County.

## Geschichte
Die Impaktstruktur wurde im Jahr 1880 entdeckt, als zwei Bauern sich anschickten, das anstehende zertrümmerte Gestein abzubauen. Bereits 1883 berichtete Collett über die ungewöhnlichen Lagerungsverhältnisse. Ihm waren damals auch schon Strahlenkegel aufgefallen, die er aber noch als Cone-in-cone-Struktur angesehen hatte. Im Jahr 1947 wurden dann erstmals Strahlenkegel von Dietz definitiv als solche erkannt.  Diese Entdeckung veranlasste die Geologen vor Ort, die Struktur als Meteoritenkrater zu interpretieren und nicht wie früher als vulkanischen Ursprungs. Die Deformation in Kraternähe war so stark, dass ursprünglich horizontal liegende Schichtverbände jetzt senkrecht stehende anormale Kontakte zeigten.

## Beschreibung

### Struktureller Aufbau

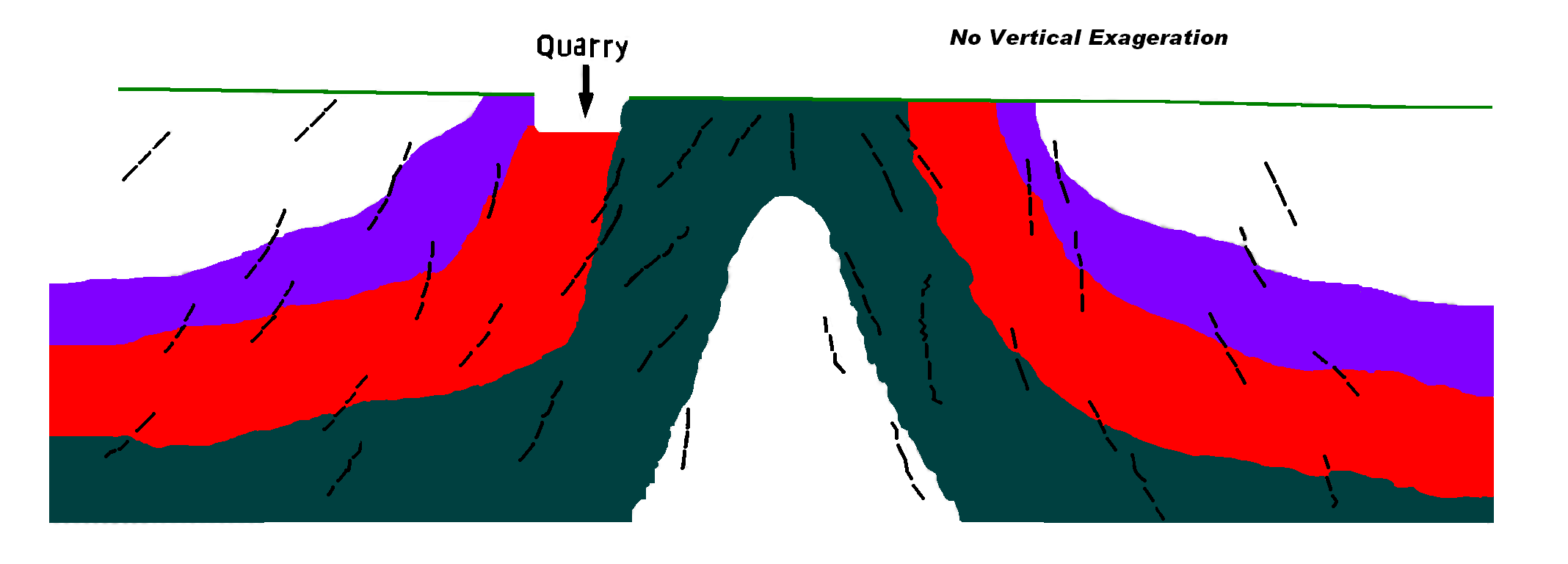
Profil durch den Kentland-Krater

Die Kentland-Struktur ist ein tief erodierter komplexer Krater, an dem bis zu 300 Meter an Sediment abgetragen wurden, wobei der ehemalige Einschlagkrater und andere Oberflächenelemente vollständig entfernt wurden. Die Struktur bestand ursprünglich aus einem Zentralberg, einer ringförmigen Vertiefung und einem antiklinalen Ringwall. Die beiden, zusammen 6,2 Kilometer breiten Ringe trennen den Zentralteil von den umgebenden flachliegenden Sedimenten. Die ringförmige Vertiefung entstand, als der Zentralberg herausgepresst wurde und Material sich deswegen aus dem Ringbereich in Richtung Zentrum bewegte. Die nebenstehende Abbildung zeigt ein Profil durch den Zentralberg.

### Geologie
Der Kentland-Krater stellt eine kreisförmige Kuppelaufwölbung dar, die einen Durchmesser von 7.240 Meter aufweist. Die Struktur ist stark abgetragen und mit 15 bis maximal 40 Meter mächtigen eiszeitlichen Ablagerungen verfüllt. Der Einschlag war in flach liegende paläozoische Sedimente erfolgt, welche vom mittleren Ordovizium bis ins Unterkarbon (Pennsylvanium) reichen und vorwiegend aus Karbonaten, Schiefertonen und Sandsteinen aufgebaut werden.
Der etwa 450 Millionen Jahre alte Shakopee Dolomite aus dem Ordovizium im Zentrum ist bis zu 600 Meter gegenüber seine Normallage herausgehoben worden. Die ordovizischen Schichten gehören zur Prairie du Chien Group bis hin zur Maquoketa Group. Den Kernbereich umgeben Formationen des Silurs wie beispielsweise der Sexton Creek Dolomite oder der Kokomo Limestone. Stratigraphisch höhere Lagen stammen aus dem Oberdevon (New Albany Shale) und dem unteren Unterkarbon (New Providence Shale und Rockford Limestone). Sie werden vom herausgepressten Kernbereich durchbohrt. Normalerweise liegen die paläozoischen Sedimente im gesamten Bundesstaat Indiana flach mit einem leichten Einfallen nach Südwest in Richtung Illinois-Becken, nur an der Kentland-Struktur sind sie extrem verstellt.
Die gestörte Zone misst insgesamt rund 12,5 Kilometer im Durchmesser. Es wird vermutet, dass seit dem Impakt 300 Meter an Überdeckung abgetragen wurden, ehe sich dann die Grundmoränen der Wisconsin-Kaltzeit darüberlegten. Im heutigen Steinbruch, der seit 1906 im Betrieb ist, sind an der Nordseite die ordovizischen Karbonatgesteine der Platteville Group und der bereits erwähnten Prairie du Chien Group (bzw. Galena Group) aufgeschlossen.

## Impaktstrukturen
An Impaktstrukturen wurden im Zentrum des Kraters bisher Strahlenkegel und Überreste von Coesit im  ordovizischen St. Peter Sandstone der zentralen Aufpressung aufgefunden.
Weitere Indizien für einen überschnellen Impakt sind Planare Deformationslamellen (PDFs), Brekzien, Megabrekzien und sehr komplexe Verformungsmuster. Ferner verweisen die Morphologie, Bohrkerne, geologische Kartierungen und Profilnahmen auf einen Einschlag.

## Alter
Bisher sind noch keine absoluten Altersbestimmungen am Kentland-Krater vorgenommen worden. Das relative Alter der Struktur wird mit jünger als 300 Millionen Jahre BP (Oberkarbon, Gzhelium) und älter als 97 Millionen Jahre BP (Oberkreide, Cenomanium) eingeschätzt.